# Takida
Takida er et svensk rockband, der opstod i 1999. Gruppen har især i hjemlandet Sverige haft kæmpe succes med hitsingler såsom "Curly Sue" og "The Things We Owe".
Gruppen udgav deres debutalbum ...Make You Breathe i 2006. Senere samme år udkom singlen "Losing", der opnåede en 2. plads på den svenske hitliste.
Året efter udgav gruppen deres andet album Bury the Lies (genudgivet i 2009 i en Platinum Edition med 3 numre fra debutalbummet). Albummet indeholder bl.a. gruppens hidtil største hit "Curly Sue". Sangen var år 2008s største hit på Sveriges Radio P3s Trackslistan (Trackslistan er en svensk pendant til Tjeklisten på danske P3), det 21. største singlehit i Sverige fra 1975 og frem , og nummeret fik tilmed lidt spilletid på danske Hit FM. Sidenhen er sangen i en lytterafstemning, på Sveriges P3 ultimo 2009, blevet kåret til det 13. største svenske hit i 00'erne . I 2009 blev "Curly Sue" desuden den 63. mest sete musikvideo på den dansk-svenske udgave af MTV.
Opfølgningssinglen "Handlake Village" blev også et pænt hit i hjemlandet.
I 2009 udkom gruppens tredje album The Darker Instinct. Førstesinglen "As You Die" gjorde kun mindre væsen af sig. Men andensinglen "The Things We Owe" blev et kæmpe hit i hjemlandet og formåede også at blive det 89. største hit i 2009 på den danske radiokanal Radio Viborg. Medio 2010 blev tredjesinglen, "Never Alone, Always Alone", et mindre hit i hjemlandet.
I sommeren 2011 udkom gruppens fjerde album, The Burning Heart, hvorfra tredjesinglen "You Learn" blev et stort hit i hjemlandet. I 2012 kom opsamlingsalbummet "A Lesson Learned - The Best Of", og efterfølgende er der kommet albums som "All Turns Red", "A Perfect World" og "Sju".

## Diskografi
- ...Make You Breathe (2006)
- Bury the Lies (2007)
- The Darker Instinct (2009)
- The Burning Heart (2011)
- A Lesson Learned - The Best Of (2012)
- All Turns Red (2014)
- A Perfect World (2016)
- Sju (2019)
- The Demo Days (2020)
- Falling From Fame (2021)
- The agony flame (2024)